# Аршамбо, Ли Джозеф
Ли Джозеф Аршамбо (англ. Lee Joseph Archambault; род. 25 августа 1960, Ок-Парк, штат Иллинойс) — американский военный лётчик, астронавт.

## Образование
- 1978 год — окончил среднюю школу (англ. Proviso West High School) в Хиллсайде, штат Иллинойс.
- 1982 год — окончил Университет Иллинойса в Урбане, получил степень бакалавра наук по авиационной технике.
- 1984 год в Университете Иллинойса получил степень магистра наук по авиационной технике.

## Служба до космических полётов
- январь 1985 года — поступил на военную службу в военно-воздушные силы США, место службы авиабаза Локлэнд (англ. Lackland AFB), штат Техас. Прошёл лётную подготовку по совместной программе для лётчиков реактивной авиации НАТО (англ. Euro-Nato Joint Jet Pilot Training Program) на авиабазе Шеппард (англ. Sheppard AFB) в Техасе.
- апрель 1986 года — получил квалификацию пилота ВВС США. До апреля 1990 года служил в качестве пилота самолёта F-111D в составе 27-го тактического истребительного авиакрыла на авиабазе Кэннон (англ. Cannon AFB), штат Нью-Мексико.
- с мая 1990 по август 1992 года — пилот самолёта F-117A 37-го тактического истребительного авиакрыла авиабаза Неллис (англ. Nellis AFB), штат Невада. С ноября 1990 по апрель 1991 года принимал участие в операциях «Щит пустыни» и «Буря в пустыне» с аэродрома в Саудовской Аравии. Выполнил 22 боевых вылета. С августа по декабрь 1991 года вновь служил в районе Персидского залива в составе сил по поддержанию мира в регионе.
- с августа 1992 года — пилот-инструктор и лётчик-испытатель самолёта F-117A в составе 57-го авиакрыла (англ. 57th Wing) на авиабазе Холломан (англ. Holloman AFB), штат Нью-Мексико.
- с июля 1994 по июнь 1995 года — проходил подготовку в Школе лётчиков-испытателей ВВС США (англ. U.S. Air Force Test Pilot School) на авиабазе Эдвардс (англ. Edwards AFB), штат Калифорния.
- июль 1995 года — назначен в 46-е испытательное авиакрыло в испытательного центра ВВС (англ. Air Force Development Test Center) на авиабазе Эглин (англ. Eglin AFB), штат Флорида. Испытывал различные вооружения на истребителях F-16 всех модификаций. К моменту зачисления в отряд астронавтов служил заместителем оперативного офицера 39-й лётно-испытательной эскадрильи.

### Воинское звание
- Второй лейтенант ВВС (с 1985 года).
- Майор ВВС (в 1997 году).
- Подполковник ВВС (в 2003 году).
- Полковник ВВС (в 2007 году).

## Космическая подготовка
- июнь 1998 года — зачислен пилотом в отряд астронавтов НАСА. Прошёл курс общекосмической подготовки с августа 1998 года. Окончил её в августе 1999 года, получил квалификацию пилота КК Спейс Шаттл, назначен в Отдел астронавтов НАСА.
- июнь 1999 года — назначен в Отделение эксплуатации шаттлов (англ. Shuttle Operations Branch).
- сентябрь 2001 года — переведён в Отделение шаттлов (англ. Shuttle Branch) в состав группы вспомогательного персонала. В качестве представителя Отдела астронавтов обслуживал стартовые операции и посадочные процедуры в центре Кеннеди (англ. Kennedy Space Center).
- 9 февраля 2005 года — назначен пилотом полёта по программе миссии STS-117.

## Первый космический полет
Первый космический полёт совершил с 8 по 23 июня 2007 года в качестве пилота шаттла «Атлантис» по программе миссии STS-117.
- 10 июня стыковка шаттла с Международной космической станцией.
- 19 июня 2007 года — шаттл отстыковался от Международной космической станции и перешёл в автономный полёт, который продлился около двух суток.
- 23 июня — посадка шаттла на авиабазе Эдвардс, штат Калифорния.

Продолжительность полёта составила 13 суток 20 часов 12 минут 44 секунды.

## Второй космический полет
- В октябре 2007 года — назначен командиром экипажа шаттла «Дискавери» миссии STS-119, старт которой, на момент назначения, был намечен на ноябрь 2008 года, однако впоследствии был перенесён на март 2009 года.
- 15 марта 2009 года запуск шаттла с LC-39A, КЦ Кеннеди.
- 17 марта стыковка шаттла с Международной космической станцией.
- 25 марта — шаттл отстыковался от Международной космической станции и перешёл в автономный полёт, который продлился около трёх суток.
- 28 марта — посадка шаттла на ВПП №15 КЦ Кеннеди.

Продолжительность полёта составила 12 суток 19 часов 29 минут 33 секунды.

## После НАСА
В марте 2013 года НАСА объявило о том, что Аршамбо покидает агентство, чтобы присоединиться к проекту Dream Chaser.

## Лётная квалификация
Общий налёт составляет более 3700 часов на 30 типах летательных аппаратов.

## Награды
- Авиационный крест «За выдающиеся заслуги»
- медаль ВВС «За похвальную службу»
- медаль «За воздушные операции»
- медаль «За воздушные достижения»
- медаль ВВС «За заслуги»
- медаль ВВС «За достижения»
- памятная медаль «За службу в Юго-западной Азии»
- памятная медаль «За освобождение Кувейта»

## Личная жизнь
Женат, трое детей. Увлечения: тяжёлая атлетика, гольф, бег и хоккей на льду.